# 소류급 잠수함
소류급 잠수함은 해상자위대의 잠수함이다. 16SS라고도 불린다. 16SS는 헤이세이 16년에 시작된 잠수함 계획을 의미한다. 보관됨 2021-03-07 - 웨이백 머신 일본 최초의 AIP 탑재 잠수함이다. 오야시오급 잠수함에서 발전된 모델이다. 오야시오급과의 외형상의 큰 차이는, 함미의 잠항타가 X형이라는 점이다.
스털링 AIP (4V-275R Mk2, 75 kW) 기관을 가와사키 중공업에서 라이센스 생산해 장착했다. 세계 최초로 AIP 탑재 잠수함인 고틀란드급 잠수함을 건조한 스웨덴의 코쿰사의 제품이다.

## 내력
해상자위대와 일본 방위성 산하 기구인 기술연구본부에서는, 1950년대중반부터 공기 불요 추진(AIP)시스템 개발에 착수했다. 우선 1954년도에서 1956년에 걸쳐 신 미츠비시 중공업과 공동으로 경량 소형 고압 연소 보일러·터빈(KRT)의 개발이 이루어졌다. 이는 액체산소와 연료를 소형 보일러에서 고압 연소시켜 증기 터빈을 구동하는 방식이었다. 또 이 시기에는 가와사키 중공업도 액체산소를 이용한 폐쇄 사이클 디젤의 연구를 했지만 전자는 산소 처리와 기동 시간의 문제로 인해, 후자는 더 많은 경비와 기간을 필요로 하여 결과는 실패로 끝났다. 이후 기술연구본부에서는, 1962년도부터 연료전지의 연구를 시작했다. 처음에는 나트륨 아말감 연료전지가 검토되었지만, 수은의 질량이 너무 커 1967년도부터 산소-수소형으로 바뀌었다. 1974년도까지 시범 제작·시험을 실시하여, 다공성 니켈·카본 이중층 전극, 8셀로 구성 출력 9킬로와트, 전압 6V, 용량 1,500암페어짜리 연료전지를 개발하였다. 이러한 성과를 바탕으로, 1976년도 계획 잠수함(51SS)에 연료전지를 탑재하는 것이 검토되었지만 액체산소의 취급에 관한 불안을 불식하지 못해 실제로 이루어지지는 않았다.
이들의 경위를 토대로 하여 기술연구본부는 연료전지보다 스털링 기관이 잠수함용 AIP시스템으로서 실현 가능성이 높다고 판단, 1986년도부터 기초연구를 시작했다. 이 방식은 스웨덴의 코쿰사에서 1983년 프로토 타입 시험을 실시하고 1988년 전(前)양산형 4V-275R Mk.I모델을 네켄급 잠수함(A-14형)의 D십에 탑재 후 해상 시험을 실시하여, 1992년에는 양산형 Mk.II모델을 탑재한 고틀란드급(A-19형)이 기공된 바 있었다. 이 사실로부터 기술연구본부에서는, 1991년도에서 1997년도에 걸쳐 기술 연구에서, 동급 탑재기와 같은 Mk.II모델을 수입해 자체적으로 시험한 액체산소탱크 등과 조합한 뒤 "계류 구역"으로 불리는 부분 선각(船殻) 모형에 설치해 지상 시험 운행을 했다. 1999년도부터 스털링 기관 발전 시스템 2쌍(각각 4V-275R Mk.II× 2기)과 액체산소탱크 2기를 갖춘 증설 구획을 시험 제작하여, 2000년도에서 2001년도에 걸쳐 "하루시오급 잠수함인 아사시오"에 이를 탑재하는 특별 개장을 실시했다. 2001년에 성능확인시험이 끝나 2002년도부터 본격적인 실증 시험이 실시되었다. 이 실적을 감안하여 해상자위대의 2004년도 계획함부터 스털링 AIP시스템 탑재가 시작된다. 이에 따라 건조된 것이 소류급이다.

## 선체

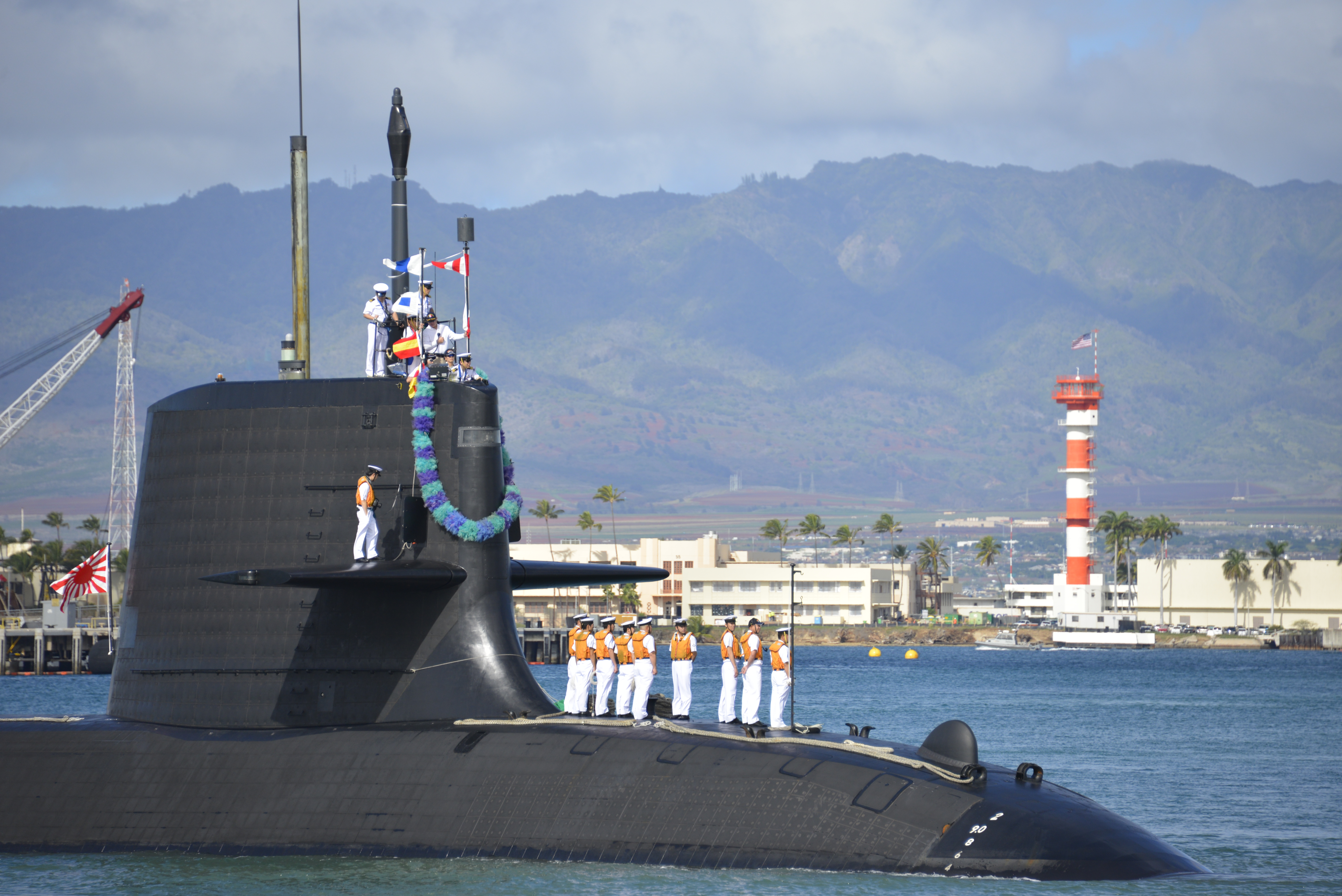
세일 전방에는 필레트가 붙어있다

해상자위대에서는, 1993년도 계획 오야시오급(05SS)부터 부분 단각(単殻) 구조·엽궐련(葉巻)형 선형을 도입했다. 이는 디젤 잠수함이 활동하는 저속 영역에서는 물방울형 선형과 동등한 유체역학적 성능을 확보하면서도 길고 큰 측면배열소나를 압력선체에 직접 고정할 수 있도록 배려한 설계이며 소류급에서도 답습되었다. 선체의 기본 설계는 05SS와 마찬가지인데, 길이 11m의 AIP 구획을 삽입했음에도 불구하고 의장(艤装)의 고밀도화에 따라 길이는 2m정도밖에 길어지지 않았다. 선형도 05SS와 비교하면 함수나 함미의 곡선이 변경되어, 세일을 약간 전방으로 이동시켜 그 기부에 필레트라 불리는 유선형 덮개를 추가하는 등의 개량이 이루어진, 2세대 엽궐련형 선형이라고 할 수 있으며 AIP 구획의 삽입에 의해 선체 내는 6구역으로 나뉘어 세일에의 승강은 제 1방수 구획에서 이루어지도록 변경되었다. 또 전부(前部) 탈출통과 어뢰 탑재구는 이후 장비 예정인 개인 탈출 슈트(Mk.10)의 치수를 배려하여 분리되었다.
타겟 스트렝스(TS; 레이다에서 RCS에 해당하는 개념)저감을 위해 수중 흡음재, 반사재의 장비와 세일을 경사(傾斜)구조화한 점은 05SS과 비슷하지만 소류급에서는 입사음을 음원과 다른 방향으로 전 반사시키는 반사 재료가 개발되면서 선체 전부가 수중 흡음재 또는 반사재로 덮이게 되었다. 또 필레트의 설치도, 수중저항의 저감과 함께 난류에 의한 잡음 발생을 줄여 수중방사소음 저감에 일조하고 있는 것으로 추정된다.

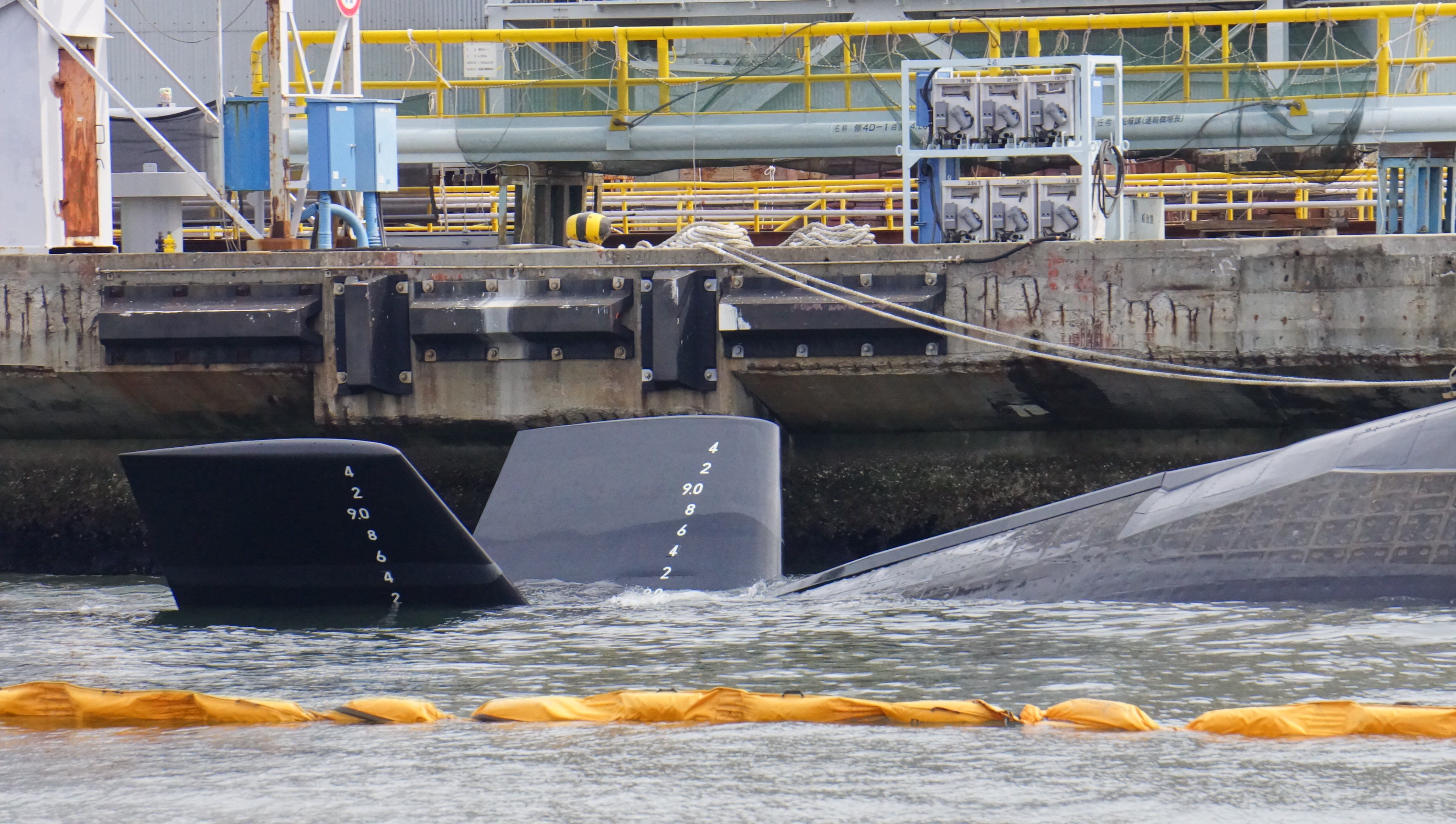
X키

외견상의 가장 큰 변화는 후타장치(X키)의 채용이다. 이전까지는 선회를 담당하는 수직 키(종타)와 자세제어를 담당하는 수평 키(횡타)로 구성된 십자형 키를 채용해 왔는데, X키는 이들을 45도씩 기울인 형태로 장착하여 네 키의 방향이 모두 선회와 자세 제어 역할을 모두 담당하는 것이다. 이 방식은 기동성이 뛰어나고 타면이 1장 손상되어도 다른 3장으로 분담시킬 수 있으므로 리스크 관리 면에서도 뛰어나고 착저·침좌시에도 타면이 잘 손상되지 않는 장점이 있다. 과거에 미국 해군이 실험 잠수함 "알바코어"에서 시험을 거쳐 미국에서의 채용은 보류되었지만, 유럽을 중심으로 채용사례가 많은데 예를 들어 스웨덴 해군에서는 1960년대 말 Sjöormen급(A-11B형)부터 채용하고 있다. 소류급에서의 채용은 기동성 향상에 의해 함형의 대형화를 보조하는 성격이 있다.

## 기관
위에서 서술한 경위에 의해 소류급에는 스털링 발전기에 의한 AIP 시스템이 도입되었다. 소류급에 탑재된 시스템은 "아사시오"나 스웨덴 해군 A-19형에서 탑재된 4V-275R Mk.II(연속정격출력 65kW)의 발전형인 4V-275R Mk.III(연속정격출력 75kW)를 4기 사용하고 있으며, 제 4방수 구획의 상층에 스털링 발전기가 양 현 2기씩, 하층에는 액체산소탱크가 양 현에 1기씩 배치되어 있다. 또한 4V-275R Mk.III는 가와사키 중공업에서 라이센스 생산하고 있다.
다만 스털링 AIP시스템은 출력이 낮은 저속기(4~5노트 정도)이므로, 고속운항시에는 기존의 디젤 일렉트릭 방식이 이용된다. 디젤 엔진으로는 하루시오급(61SS)이후 이용되어 온 V형 12기통 고속 4행정 기관인 가와사키 중공업 12V25/25S의 개량형인 12V25/25SB가 탑재되었다.
AIP와 함께 소류급에서 도입된 신기술 중 하나가 영구자석 동기전동기이다. 기존 잠수함에서는 직류전동기를 채용했지만 이미 진화의 극치에 이르렀다. 한편 일반 산업계에서는 전력 반도체 소자 기술 및 제어 기술의 진보를 배경으로, 대형 교류 발전기를 반도체 전력변환장치에 의해 가변운전하는 시스템이 발전되어 있었다. 이 시스템은 속도전환 기구 조작이 불필요하며, 정류자 브러시·계자 여자 회로·슬립 링이 없고, 보수가 용이한 것 등 많은 장점을 갖추고 있어 세계적으로도 희귀한 잠수함용 교류전동기 장비가 개발되어 탑재된 것이다.
또한 당초에는 5번 함(SS-505)에서 주 축전지로 리튬이온 배터리를 탑재함으로써 함의 순항속도를 개선하고 고속항행 가능한 시간을 증대시킬 예정이었다. 리튬이온전지는 기존 납축전지에 비해 수소가스 발생 위험이 없고 2배 이상의 중량용적당 에너지 밀도와 1.5배 이상의 반복 충방전 횟수를 갖고 충전 시간이 짧으며 방전에 의한 전기 용량 저하를 막을 수 있는 등 뛰어난 특성을 갖고 있었다. 특히 충전 시간의 경우 납축전지는 발전기 출력에 여유가 있어도 그 이하의 전류 용량으로 충전할 수밖에 없고, 또 완전 충전에 가까워지면 조금씩밖에 충전하지 못하기 때문에 작전해역에서 전부 충전하는 것이 거의 불가능한 데에 비해 리튬이온 배터리는 이러한 제약을 받지 않기 때문에 잠수함용으로 매우 적합한 것이었다. 다만 재정상의 이유로 인해 실제 탑재는 2015년도 계획으로 개산 요구된 11번함 이후가 되었다. 탑재에 있어서는 납축전지를 단순히 리튬전지로 치환하는 방법과, AIP를 폐지하고 그것을 커버할 수 있도록 리튬전지를 탑재하는 방법이 검토되고 있다. 후자가 비용은 더 높지만, AIP보다 리튬 전지가 출력이 크므로 AIP처럼 저속으로 오랜 시간 잠행할 수 있는 것과 동시에 재래식 잠수함·AIP 잠수함에서는 불가능했던 고속 연속 항행도 가능하게 될 것으로 기대되고 있다.
또한 방위성은 스털링 기관의 후계인 2020년대 차세대 잠수함용 AIP 시스템으로서 2006년도부터 2010년도까지 "차세대 잠수함 AIP시스템의 연구" 명목으로 연료전지 시스템을 연구했지만, 예상보다 수소저장합금의 기술적 진전이 지체되는 한편 조달 비용이 높아질 것으로 예상되어 사후 정책 평가와 개발 이행은 기술 진전을 감안하여 충분한 검토가 필요한 것으로 결정되었다.

## 동급함정
| 프로젝트 번호 | 선박 번호 | 함번   | 함명   | 기공             | 진수             | 취역            | 기항     |
| ------------- | --------- | ------ | ------ | ---------------- | ---------------- | --------------- | -------- |
| S131          | 8116      | SS-501 | 소류   | 2005년 3월 31일  | 2007년 12월 5일  | 2009년 3월 30일 | 구레     |
| S131          | 8117      | SS-502 | 운류   | 2006년 3월 31일  | 2008년 10월 15일 | 2010년 3월 25일 | 구레     |
| S131          | 8118      | SS-503 | 하쿠류 | 2007년 2월 6일   | 2009년 10월 16일 | 2011년 3월 14일 | 구레     |
| S131          | 8119      | SS-504 | 켄류   | 2008년 3월 31일  | 2010년 11월 15일 | 2012년 3월 16일 | 구레     |
| S131          | 8120      | SS-505 | 즈이류 | 2009년 3월 16일  | 2011년 10월 20일 | 2013년 3월 6일  | 요코스카 |
| S131          | 8121      | SS-506 | 코쿠류 | 2011년 1월 21일  | 2013년 10월 31일 | 2015년 3월 9일  | 요코스카 |
| S131          | 8122      | SS-507 | 진류   | 2012년 2월 14일  | 2014년 10월 8일  | 2016년 3월 7일  | 구레     |
| S131          | 8123      | SS-508 | 세키류 | 2013년 3월 15일  | 2015년 11월 2일  | 2017년 3월 13일 | ?        |
| S131          | 8124      | SS-509 | ?      | 2013년 10월 22일 | 2016년 10월 12일 | 2018년 3월 12일 | ?        |
| S131          | 8125      | SS-510 | ?      | 2015년 1월 28일  | 2017년 11월 6일  | (2019년 3월)    | ?        |
| S131          | 8126      | SS-511 | 오류   | 2015년 11월 16일 | 2018년 10월 4일  | 2020년 3월      | ?        |
| S131          | 8127      | SS-512 | ?      | 2017년 1월 27일  | 2019년 11월 6일  | 2021년 3월      |          |

## 같이 보기
- 고틀란드급 잠수함 - 세계 최초, 스웨덴 최초의 AIP 잠수함
- 손원일급 잠수함 - 동아시아 최초, 대한민국 최초의 AIP 잠수함
- 소류급 잠수함 - 동아시아 2번째, 일본 최초의 AIP 잠수함
- 상트페테르부르크급 잠수함 - 동아시아 3번째, 러시아 최초의 AIP 잠수함
- 한일간 독도전 준비태세